# Vulcanodon
Vulcanodon ("vulkaantand") is een geslacht van plantenetende dinosauriërs, behorende tot de Sauropoda, dat tijdens het vroege Jura leefde in het gebied van het huidige Zimbabwe.
Het dier is een van de oudste en meest basale bekende sauropoden en verschaft zo belangrijke informatie over de vroege evolutie van die groep.

## Vondst en naamgeving
In juli 1969 vond B.A. Gibson op Lake Kariba Island 126/127, een eilandje dat zich gevormd had door het vollopen van het Karibameer in het noorden van Rhodesië, het tegenwoordige Zimbabwe, een bot van een dinosauriër. Tijdens opgravingen in oktober 1969, maart 1970 en mei 1970 werd een groot deel van een skelet opgegraven. De vondst werd in 1970 in de wetenschappelijke literatuur gemeld.

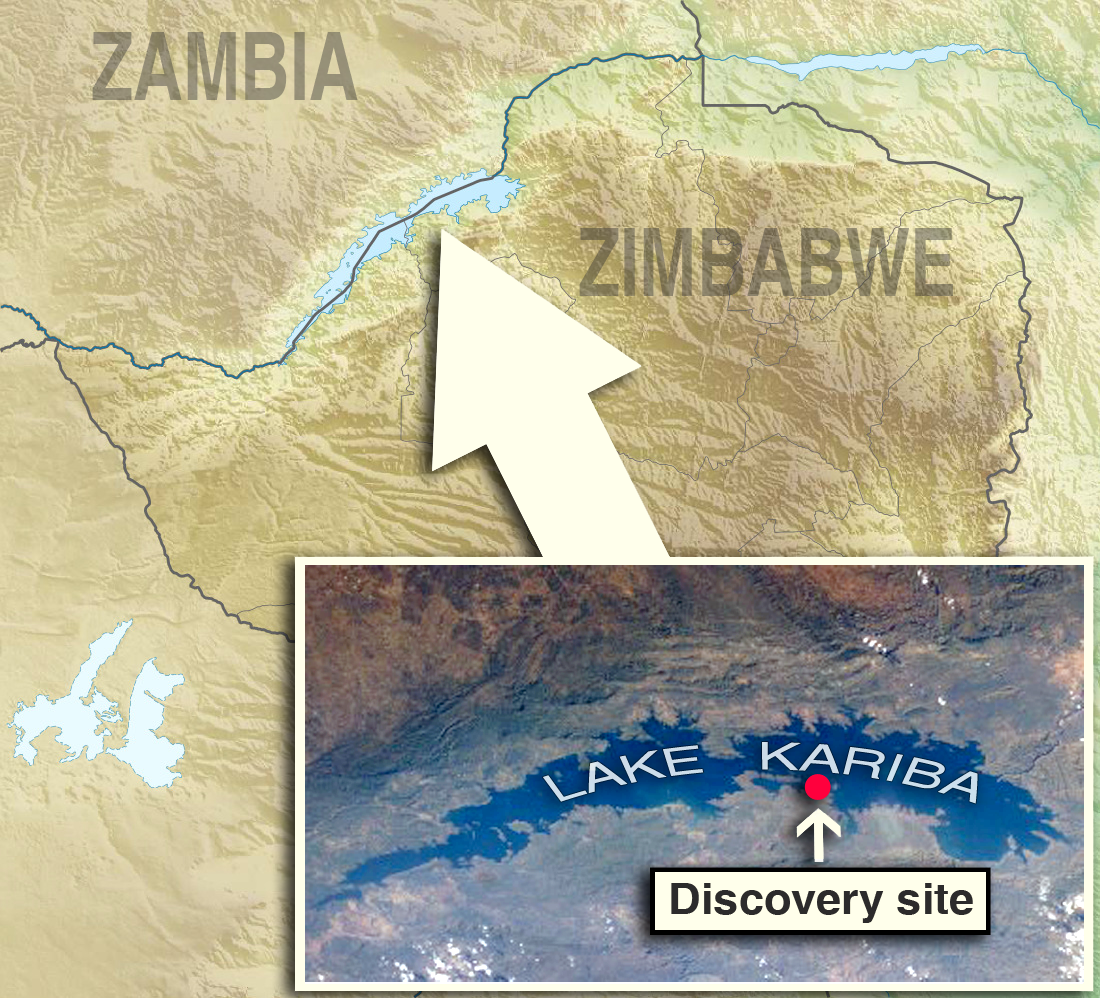
De locatie van de vindplaats

De typesoort, Vulcanodon karibaensis, werd beschreven door Michael A. Raath in juli 1972. De geslachtsnaam is afgeleid van Vulcanus en het Oudgriekse odoon, "tand". Vulcanus verwees naar het feit dat de vindplaats tussen lagen vulkanisch gesteente in lag. Het ~odon was een verwijzing naar negen dolkvormige tanden die tijdens de opgraving waren gevonden. De vondst werd gezien als een "prosauropode" en die werden in 1972 nog beschouwd als mogelijke omnivoren. In 1984 concludeerde Michael Robert Cooper echter dat die tanden, sterk lijkend op die van Sinosaurus, toebehoorden aan een ongeïdentificeerde theropode die vermoedelijk het karkas afgekloven had en dat "prosauropoden" helemaal geen omnivoren waren. De soortaanduiding verwijst naar het Karibameer.
Het holotype, QG24, is gevonden in een laag terrestrische zandsteen van de Vulcanodon Beds Formation. De datering van deze formatie is onzeker. Oorspronkelijk werd gedacht dat zij uit het Hettangien stamde wat Vulcanodon tot een van de oudste bekende sauropoden zou maken, zo'n tweehonderd miljoen jaar oud. In 2004 echter stelde Adam Mathew Yates dat de lagen uit het Toarcien stamden en dus een twintig miljoen jaar jonger konden zijn. Het holotype bestaat uit een skelet zonder schedel. Het omvat het heiligbeen, twaalf voorste staartwervels, de linkerachterpoot en een rechterdijbeen. Deze botten zijn in verband gevonden. Oorspronkelijk werd gedacht dat resten van beide armen ook tot het holotype behoorden. Later vonden Cooper en Geoffrey Bond echter aanvullende resten, waaronder een stuk halswervel en specimen QG152, een schouderblad, waaruit ze opmaakten dat er meerdere individuen op de vindplaats aanwezig waren. Dat maakt het dus onzeker of de voorpoten echt bij de overige botten horen. Cooper ging er overigens wel van uit dat er maar één type sauropode aanwezig was en zag het aanvullende materiaal naar eigen woorden als een topotype, exemplaren uit de directe omgeving en dezelfde laag die betrouwbare kennis over de bouw van het dier konden opleveren.
In 1984 beschreef Cooper het materiaal opnieuw.

## Geologie
Het gedeeltelijke skelet (holotype QG24), de gedeeltelijke halswervel en het schouderblad (specimen QG152) werden in de Vulcanodon Beds van Lake Kariba Island 126/127 (Zimbabwe), Batoka Formation, gevonden. Deze formatie is ontsloten in de Zambezi-vallei in Botswana, Zambia en Zimbabwe in de bekkens van de Midden-Zambezi, Mana Pools en Cabora Bassa. De vulkanische formatie bestaat voornamelijk uit hoog-titanium/laag-kalium basaltgesteenten maar bevat ook zandsteen en siltsteen. Jones et al. (2001) dateerden de Batoka Formation op 179,0 to 180,0 Ma. Andere dateringen geven een ouderdom van 201.6 tot 196.5 Ma. (Hettangien). De Batoka Formation is de bovenste formatie van de Upper Karoo Group (Karoo Supergroup) en bedekt de Forest Sandstone Formation. Het werd gecorreleerd met de Drakensberg Group van het Great Karoo Basin in Zuid-Afrika en met de basaltgesteenten van het Tuli Basin in Botswana en Zimbabwe. De beenderen van Vulcanodon karibaensis werden gevonden nabij de top van een dertig meter dik gelaagd pakket zandsteen en siltsteen dat zowel boven- als onderaan begrensd wordt door basalt. Geografisch bevindt de vindplaats zich in het gebied van de Bumi Hills en de Sibilobilo Islands in het district Kariba, West-Mashonaland, Zimbabwe, Afrika.

## Tafonomie
De beenderen werden deels in anatomisch verband in de Vulcanodon Beds in een dertig meter dikke opeenvolging van gelaagde siltsteen/zandsteen boven in de Batoka Formation gevonden. Deze opeenvolging wordt door het fossiele stroomkanaal van een rivier doorsneden. De Batoka Formation bevat door de wind verplaatste (eolische) woestijnzanden. Deze afzettingen zijn misschien afkomstig van ver verwijderde puinwaaiersedimenten die tijdens vochtige perioden langs tijdelijke meren lagen. Daarom is het waarschijnlijk dat het kadaver van Vulcanodon ofwel over een korte afstand naar de uiteindelijke plaats van inbedding dreef, ofwel langs de oevers van een tijdelijke stroom of wadi die in een woestijnlandschap vloeide ronddreef. Er is geen spoor van moerassen rijk aan vegetatie.

## Beschrijving

### Grootte en onderscheidende kenmerken
Vulcanodon is een relatief kleine sauropode. In 2010 schatte Gregory S. Paul de lichaamslengte op elf meter, het gewicht op drieënhalve ton. Andere schattingen, op basis van de dijbeenlengte, geven een gewicht van 5640 kilogram. Populair-wetenschappelijke boeken geven vaak een veel kleiner formaat op van zes à zeven meter. Dat heeft zijn oorsprong in een reconstructie door Cooper van het skelet dat in 1984 afgebeeld werd op een basis van zes meter lengte. Daarbij werd de staart echter afhangend getekend en erg kort ingeschat, de rug werd te gekromd afgebeeld en hals en kop ontbraken. Het dijbeen is 110 centimeter lang en het opperarmbeen zeventig centimeter, wat onverenigbaar is met een lichaamslengte van zes meter. Een probleem hierbij is dat de rug geheel onbekend is.
De diagnoses die Raath en Cooper gaven, waren slechts een opsommende samenvatting van alle kenmerken en dus niet onderscheidend. In 1998 gaven Jeffrey Wilson en Paul Sereno twee autapomorfieën, unieke afgeleide eigenschappen. Het tweede middenvoetsbeen heeft zijn dunste punt overdwars bovenaan. De tweede en derde voetklauw hebben lage gewrichtsvlakken die breder zijn dan hoog. Het laatste kenmerk werd later ook aangetroffen bij Tazoudasaurus en kan niet meer als autapomorfie gelden.

### Skelet

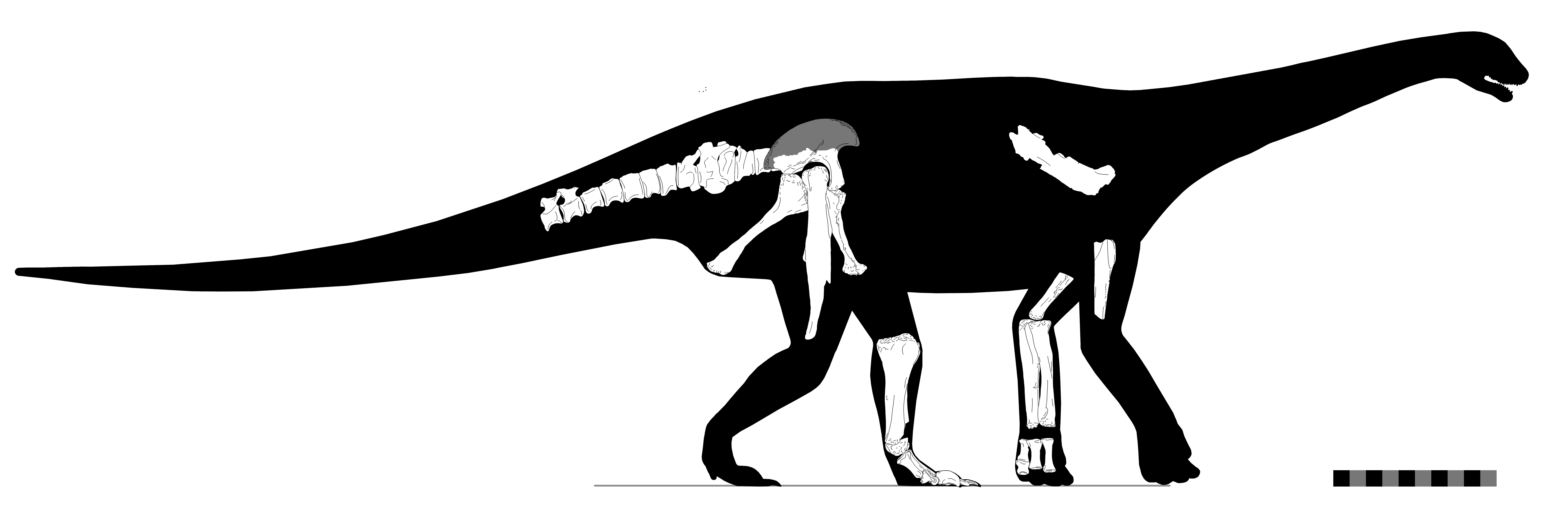
Het bewaarde materiaal; staart en nek zijn nog te kort afgebeeld

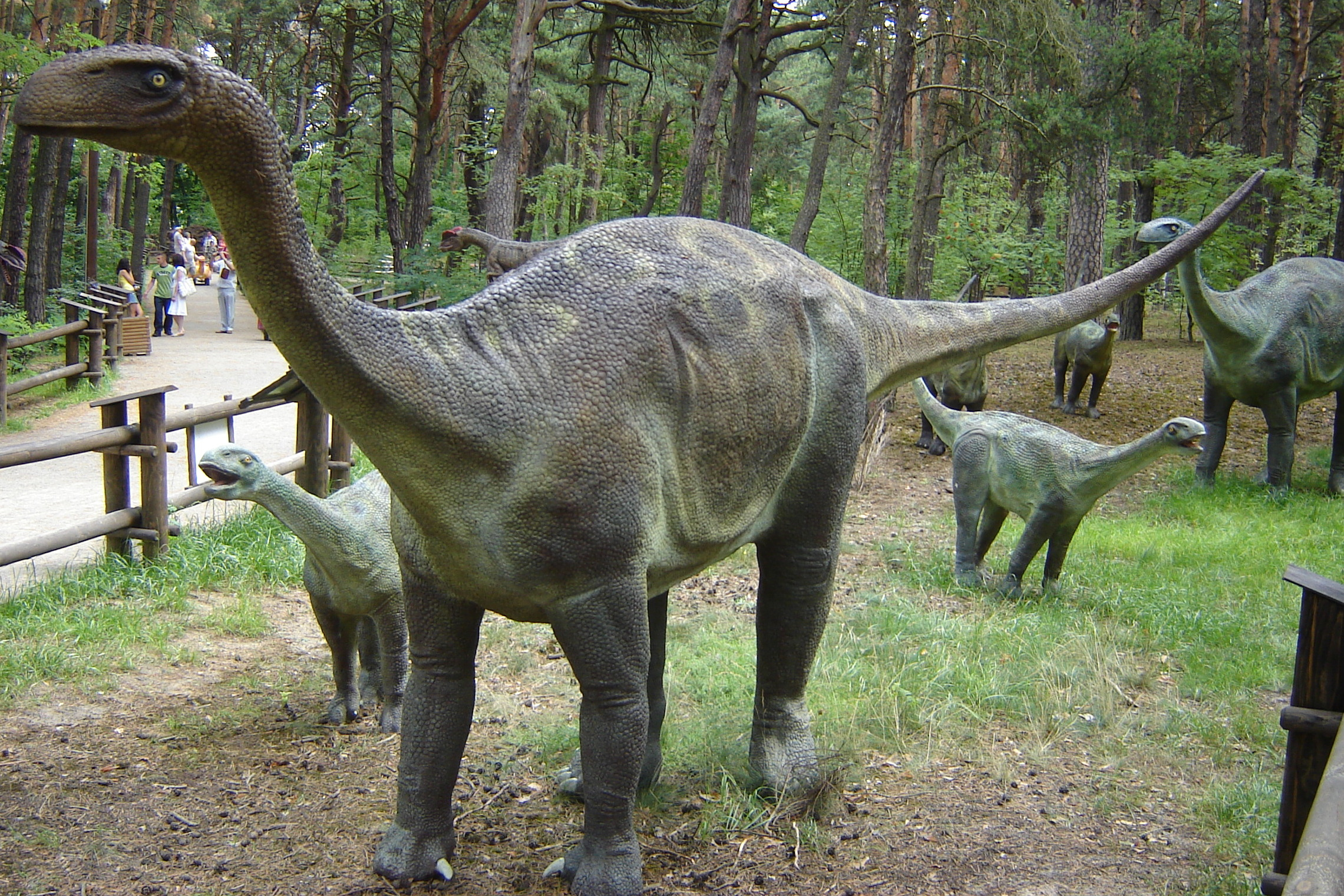
Een model van het levende dier

De schedel is onbekend. Matthew Wedel stelde echter in 2017 dat het gezien zijn positie in de stamboom waarschijnlijk was dat Vulcanodon een langwerpige kop bezat met een afgeronde snuit en iets naar achteren liggende neusgaten.
Van de gevonden halswervel is alleen de achterkant bewaard. Die is sterk hol aan het achterfacet wat Cooper deed vermoeden dat de halswervels opisthocoel waren, van voren bol en van achteren hol. De zijden zijn ook sterk uitgehold. Het gevonden heiligbeen heeft drie wervels bewaard maar Cooper ging ervan uit dat het totaal vier bedroeg. Het heiligbeen, vijfenvijftig centimeter lang, heeft een golvende onderkant. De sacrale ribben zijn versmolten maar vormen geen echt juk. De staartwervels zijn relatief kort en amficoel, aan beide zijden hol. Zij zijn sterk ingesnoerd maar bezitten geen echte, geperforeerde, pleurocoelen. Cooper zag de uithollingen wel als een voorloper daarvan. Het ruggenmergkanaal heeft een ovale doorsnede. Bij Kotasaurus is het rond, bij Barapasaurus bovenaan sterk toegeknepen. De voorste gewrichtsuitsteeksels zijn lang maar de achterste zeer kort. Het doornuitsteeksel is van voor naar achter afgeplat. De chevrons, die van de derde wervel af aanwezig zijn, zijn lang en Y-vormig in vooraanzicht. Onderaan zijn ze recht afgesneden
Het schouderblad QG152 is lang, slank en recht. Door beschadigingen is het lastig de mate van verbreding onderaan en bovenaan te bepalen. Er is aan de onderste voorrand een duidelijk uitsteeksel, de processus acromialis. Op het smalste punt is het blad 4,6 keer overdwars dikker dan breed. De binnenzijde is plat, de buitenzijde licht bol.
Vooral de voorpoot toont dat Vulcanodon normaal een viervoeter was. Het opperarmbeen heeft 64% van de lengte van het dijbeen. Dat is op zich niet afwijkend van de proporties bij tweevoetige sauropodomorfen maar bij deze is de onderarm veel korter dan de bovenarm. Bij Vulcanodon heeft de onderarm, zonder hand, echter 94% van de lengte van de bovenarm en de middenhand heeft weer een derde van de lengte van de onderarm. Dat maakt de arm ruim anderhalve meter lang, ruim voldoende om bij een horizontaal gehouden rug de romp te ondersteunen. De verhoudingen benaderen die van Diplodocus.
Het opperarmbeen lijkt op dat van meer basale sauropodomorfen: van boven veel breder dan van onderen, ingesnoerd en zowel om de as gewrongen als iets gebogen. De deltopectorale kam is echter nogal laag, met een lengtetrog en een richel aan de zijde van de schacht. Onderaan zijn de gewrichtsknobbels slechts weinig ontwikkeld, een teken dat de voorpoot tamelijk recht werd gehouden. De ellepijp is robuust met een halvemaanvormig bovenvlak en een overdwars afgeplatte schacht. Het element loopt eenparig taps toe naar onderen. De bovenste achterkant van de buitenzijde is sterk verticaal uitgehold, met een onduidelijke functie; misschien diende het voor een kapselaanhechting om de sterk ontwikkelde processus olecrani heen. De onderkant is verbreed. Het spaakbeen is recht en dun met een ovaal bovenvlak en een driehoekige dwarsdoorsnede van de schacht. De onderzijde is sterk overdwars afgeplat. De schacht is iets naar achteren gebogen maar heeft geen buiging overdwars. Er zijn geen polsbeentjes teruggevonden. Raath meldde in 1972 drie middenhandsbeenderen maar Cooper kon die in 1984 niet terugvinden. Het ging vermoedelijk om het derde, vierde en vijfde metacarpale. Aan het vijfde zat nog een gereduceerd kootje vast, kennelijk het rudiment van de vijfde vinger. Uit de vorm van de middenhandsbeenderen is op te maken dat ze bovenaan vrij dicht opeen stonden. Ze werden echter kennelijk niet bijna verticaal gehouden zoals bij latere sauropoden, want hun onderste uiteinden zijn tamelijk afgeplat en zullen met de onderzijde op de grond gerust hebben.
In het bekken is van het darmbeen alleen de onderrand bekend. Cooper reconstrueerde het met een hoge bolle bovenrand maar bij Kotasaurus is het blad laag en langwerpig. Het aanhangsel voor het schaambeen is veel langer dan dat voor het zitbeen, een typisch sauropode kenmerk. De achterkant van het aanhangsel voor het schaambeen, meteen de voorrand van het heupgewricht, is hol en glad. Het ondervlak is driehoekig. De schaambeenderen, met 52% van de lengte van het dijbeen, zijn basaal van vorm met bovenaan horizontaal gedraaide platen doorboord door grote foramina obturata en schachten die verbonden zijn door een lange smalle beenschort. Raath vermoedde dat het beenschort in het midden doorbroken was maar volgens Cooper kon dat door beschadigingen niet worden vastgesteld. Basaal is ook dat een bultje voor de aanhechting van de Musculus ambiens ontbreekt. Het schaambeen eindigt onderaan in een duidelijke "voet", voornamelijk naar achteren gericht. Het zitbeen is lang en slank en duidelijk langer dan het schaambeen. Alleen over het onderste vijfde deel zijn de zitbeenderen vergroeid hoewel ze elkaar veel hoger al raken. Het raakvlak met het darmbeen is ovaal. De onderrand van het heupgewricht steekt naar buiten uit in een opstaande richel. De bovenste helft van het zitbeen heeft een groeve waar de Musculus ischiofemoralis insteekt, een basaal kenmerk.
Het dijbeen is recht en smal. De vierde trochanter is scherp, afhangend en op het midden van de achterste schacht geplaatst. Dat laatste wijst er op dat Vulcanodon het vermogen tot rennen al verloren had. De dijbeenkop staat haaks op de schacht maar niet sterk af. Over de onderste binnenzijde van de kop loopt een opvallende horizontale groeve of veeleer een opstaande rand ten opzichte waarvan het onderste deel ingesprongen is. De buitenste achterrand van de schacht heeft de vorm van een scherpe richel die ongeveer twaalf centimeter onder de kop ophoudt. Cooper interpreteerde dit als het restant van de trochanter minor die bij basale sauropodomorfen namelijk als een opstaande richel naar de achterzijde buigt. Het bezit daarvan zag hij als een basaal kenmerk, ervan uitgaande dat de trochanter minor bij latere sauropoden geheel verloren zou gaan. Veel sauropoden hebben echter zo'n scherpe of althans verdikte achterrand; zijn identificatie heeft ertoe geleid dat die tegenwoordig als de trochanter minor wordt gezien zodat Vulcanodon in dit opzicht toch niet zo basaal zou zijn. Als functie van de structuur is wel geopperd dat er spieren aan vastzaten die de achterpoot naar achteren trekkend stabiliseerden, als het dier op de staart steunend op twee poten ging staan teneinde op een hoger niveau te kunnen eten. Evenzo vond Cooper dat er geen trochanter major zichtbaar was maar tegenwoordig is het gangbare uitgangspunt dat de bovenhoek van de schachtstijl de trochanter major is, ook al zijn er geen scheidende inkervingen. De binnenzijde van de schacht is bovenaan nogal hol. De onderkant van het dijbeen is onbekend.
Het scheenbeen heeft 58% van de lengte van het dijbeen; ook dat impliceert dat rennen onmogelijk moet zijn geweest. Het bot is overdwars afgeplat en een kwartslag om de lengteas gewrongen. De crista cnemialis is een dikke richel, aan de buitenste zijde duidelijk afstaand van de schacht maar niet het niveau van het bovenvlak bereikend. Deze kam verschafte dus niet de hefboomwerking voor een snelle strekking van het onderbeen. De onderkant is achteraan afgerond en past in het sprongbeen. Het kuitbeen is lang en slank. De schacht is in vooraanzicht recht maar toont in zijaanzicht een voorwaartse knik in de bovenste helft. Aan de buitenzijde van de middelste schacht bevindt zich een lage zwelling waar wellicht de Musculus anconaeus aan vastzat. De voorkant van de schacht heeft een kam over een kwart van de onderste lengte. Volgens Cooper toont de vorm van het sprongbeen de overgang van een teenganger naar een zoolganger. De voorste opgaande tak is versmolten met de verdikte voorrand die zo samen een dragend rolgewricht vormden. Deze structuur is sterk verruwd met vele putjes die wijzen op een dikke laag fibroïde kraakbeen die het gewicht van het dier kon dragen.

## Fylogenie
Raath dacht in 1972 dat het dier tot de Prosauropoda behoorde, indertijd gezien als de vooroudergroep van de Sauropoda. Zulke basale Sauropodomorpha werden namelijk veelvuldig in het vroege Jura van zuidelijk Afrika aangetroffen. Hij plaatste Vulcanodon in de Melanorosauridae. Weliswaar vielen hem de overeenkomsten met sauropoden op en in 1970 was nog van een nieuwe laag met sauropoden gesproken maar die verklaarde hij nu als een gevolg van parallelle evolutie. In 1975 echter stelde Arthur Richard Ivor Cruickshank dat een eenvoudiger verklaring gevonden kon worden in het aannemen dat Vulcanodon een vroege sauropode was. In 1984 bevestigde Cooper dat en benoemde meteen een aparte familie Vulcanodontidae. Daarvan zou ook Barapasaurus deel uitmaken. Vulcanodon werd zo een sleutelsoort in de studie naar de vroege evolutie van de sauropoden.
In de jaren negentig bevestigden exacte cladistische analyses de positie basaal in de Sauropoda. Die laatste groep werd zelfs in 1997 door Leonardo Salgado als klade op Vulcanodon verankerd zodat die per definitie een sauropode was. Later kwamen echter afwijkende definities in zwang waarin de sauropoden de hele tak meer afgeleid dan Plateosaurus omvatten zodat er veel meer, en ook vooral veel basalere, soorten vroege sauropoden bestonden. Daarnaast bleek dat de vulcanodontiden geen natuurlijke monofyletische groep waren maar een reeks opeenvolgende vroege aftakkingen van de hoofdstam. Bij zijn latere beschrijving werd Tazoudasaurus echter met Vulcanodon verenigd in de Vulcanodontidae, als zustersoort.

## Levenswijze
Raath zag Vulcanodon in 1972 als een carnivoor. Cooper ging tot in 1981 mee met de gedachte dat basale sauropodomorfen vleeseters waren maar veranderde kort daarna van mening. Er is weinig bekend over de fauna van het leefgebied van Vulcanodon. De negen gevonden theropode tanden impliceren dat er een kleine roofsauriër aanwezig was. Die joeg vermoedelijk niet op Vulcanodon want die was daar met zijn elf meter lengte een maatje te groot voor.
Cooper gebruikte de vrij droge, haast woestijnachtige habitat als een argument in de begin jaren tachtig lopende discussie of sauropoden moerasbewoners waren. Dat was in het midden van de twintigste eeuw de gebruikelijke interpretatie geweest omdat men meende dat ze hun lichaamsgewicht niet konden dragen, maar van 1968 af verdedigde Robert Thomas Bakker met kracht de hypothese dat het echte landbewoners waren. Volgens Cooper liet Vulcanodon zien dat de sauropoden in het begin van hun evolutie gewoon op het land liepen. De grote lichaamsomvang van Vulcanodon kon dan geen aanpassing zijn aan een leven in moerassen waar de opwaartse kracht van het water voor de ondersteuning van het skelet zorgt. Dit hoefde men dan ook niet voor latere Sauropoda aan te nemen.